# Ignorance (Paramore)
Ignorance è il primo singolo estratto dal terzo album in studio dei Paramore Brand New Eyes, pubblicato il 7 luglio 2009.
Del brano è stata registrata anche una versione acustica, inclusa nella Deluxe Edition dell'album, disponibile in sole 15 000 copie, e nella versione in vinile del singolo.

## Video musicale
Il video, pubblicato il 17 agosto 2009, mostra la band che suona in uno sgabuzzino buio, mentre la Williams canta afferrando saldamente, a volte come fosse un microfono, l'unica lampadina che illumina la stanza. La scena si alterna rapidamente con il gruppo che suona in un altro luogo anch'esso privo di illuminazioni, escludendo la medesima lampadina. Alcuni flash mostrano inoltre Hayley che si muove a ritmo di musica nella surreale e psichedelica atmosfera di una stanza piena di specchi, dominata da una luce blu. Il video si chiude con la ragazza che, nella seconda stanza, viene legata con il filo della lampada dai compagni della band, mentre nello sgabuzzino lascia andare la luce, finora tenuta ben stretta, facendo calare il buio completo sulla scena.

## Tracce
CD, download digitale
1. Ignorance – 3:38

Vinile
1. Ignorance – 3:38
2. Ignorance (Acoustic) – 3:40

EP digitale
1. Ignorance – 3:38
2. Ignorance (Acoustic) – 3:40
3. Misery Business (Live from Chicago) – 4:39
4. That's What You Get (Live from Chicago) – 3:33

## Classifiche
| Classifica (2009)          | Posizione massima |
| -------------------------- | ----------------- |
| Australia                  | 35                |
| Austria                    | 17                |
| Belgio (Fiandre)           | 10                |
| Brasile                    | 7                 |
| Bulgaria                   | 39                |
| Canada                     | 96                |
| Cile                       | 19                |
| Giappone                   | 10                |
| Germania                   | 42                |
| Irlanda                    | 49                |
| Nuova Zelanda              | 32                |
| Regno Unito                | 14                |
| Regno Unito (rock & metal) | 1                 |
| Stati Uniti                | 67                |
| Stati Uniti (alternative)  | 7                 |
| Stati Uniti (rock)         | 20                |
| Svizzera                   | 82                |

## Formazione
- Hayley Williams – voce,
- Josh Farro – chitarra solista, voce secondaria
- Taylor York – chitarra ritmica
- Jeremy Davis – basso
- Zac Farro – batteria